# Novaja Zemlja
Novaja Zemlja (in russo Но́вая Земля́?, "nuova terra") è un arcipelago russo costituito da due isole maggiori, Severnyj e Južnyj, separate dallo stretto di Matočkin, oltre a numerose isolette minori.

## Geografia
Novaja Zemlja è un arcipelago di isole appartenente alla Federazione Russa e dipendente amministrativamente dall'Oblast' di Arcangelo. Tecnicamente la Novaja Zemlja consiste in due isole principali separate dallo stretto di Matočkin (Matočkin Šar), un tratto di mare di basso fondale che mette in comunicazione la costa ovest e quella est. Le altre isole che compongono l'arcipelago sono di grandezze molto inferiori.
L'arcipelago estende la sua superficie di circa 82600 km² oltre il Circolo polare artico, è posizionato tra il mare di Barents a ovest e il mare di Kara a est, di fronte alla penisola Jamal. La zona montuosa che si estende nella parte centrale supera i 1 300 metri d'altezza; il punto più alto è il picco Sedova (situato in prossimità dello stretto di Matočkin), che raggiunge i 1547 m di altitudine. La zona meridionale ha una superficie di circa 33300 km², mentre quella settentrionale si estende per circa 48900 km².
La fauna è caratterizzata da molte specie di uccelli; si possono trovare inoltre varie famiglie di mammiferi caratteristiche dei climi polari, tra cui orso bianco, volpe artica (Alopex lagopus), tricheco (Odobenus rosmarus) e foche (phocidae).

### Clima
| Novaja Zemlja (1991-2020) Fonte: | Mesi         | Mesi         | Mesi         | Mesi         | Mesi         | Mesi        | Mesi        | Mesi        | Mesi        | Mesi         | Mesi         | Mesi         | Stagioni | Stagioni | Stagioni | Stagioni | Anno  |
| Novaja Zemlja (1991-2020) Fonte: | Gen          | Feb          | Mar          | Apr          | Mag          | Giu         | Lug         | Ago         | Set         | Ott          | Nov          | Dic          | Inv      | Pri      | Est      | Aut      | Anno  |
| -------------------------------- | ------------ | ------------ | ------------ | ------------ | ------------ | ----------- | ----------- | ----------- | ----------- | ------------ | ------------ | ------------ | -------- | -------- | -------- | -------- | ----- |
| T. max. media (°C)               | −9,9         | −10,3        | −8,6         | −5,2         | −0,7         | 5,3         | 10,4        | 9,1         | 6,0         | 0,5          | −3,9         | −6,8         | −9,0     | −4,8     | 8,3      | 0,9      | −1,2  |
| T. media (°C)                    | −12,8        | −13,2        | −11,4        | −8,1         | −2,9         | 3,1         | 7,7         | 7,0         | 4,4         | −1,2         | −6,1         | −9,4         | −11,8    | −7,5     | 5,9      | −1,0     | −3,6  |
| T. min. media (°C)               | −15,7        | −16,1        | −14,2        | −10,8        | −4,9         | 1,4         | 5,6         | 5,2         | 2,8         | −3,1         | −8,4         | −12,1        | −14,6    | −10,0    | 4,1      | −2,9     | −5,9  |
| T. max. assoluta (°C)            | 2,6 (1981)   | 1,7 (1984)   | 2,4 (2016)   | 7,8 (1990)   | 17,6 (1995)  | 22,2 (2011) | 28,3 (1989) | 23,8 (1964) | 16,5 (1984) | 9,7 (1944)   | 4,5 (1944)   | 2,5 (1954)   | 2,6      | 17,6     | 28,3     | 16,5     | 28,3  |
| T. min. assoluta (°C)            | −36,0 (1967) | −37,4 (1946) | −40,0 (1975) | −29,9 (1984) | −25,9 (1986) | −9,6 (1981) | −2,8 (1966) | −1,7 (1986) | −9,9 (1971) | −21,1 (1966) | −29,1 (1968) | −36,2 (1978) | −37,4    | −40,0    | −9,6     | −29,1    | −40,0 |
| Nuvolosità (okta al giorno)      | 6,5          | 6,6          | 6,8          | 6,5          | 7,8          | 8,2         | 7,7         | 8,2         | 8,5         | 7,8          | 7,2          | 6,9          | 6,7      | 7,0      | 8,0      | 7,8      | 7,4   |
| Precipitazioni (mm)              | 23           | 22           | 20           | 18           | 15           | 22          | 36          | 32          | 36          | 33           | 23           | 25           | 70       | 53       | 90       | 92       | 305   |
| Giorni di pioggia                | 1            | 1            | 1            | 1            | 3            | 10          | 15          | 17          | 19          | 9            | 3            | 2            | 4        | 5        | 42       | 31       | 82    |
| Giorni di neve                   | 18           | 18           | 19           | 17           | 17           | 10          | 1           | 1           | 6           | 17           | 19           | 20           | 56       | 53       | 12       | 42       | 163   |
| Giorni di nebbia                 | 1            | 0            | 1            | 2            | 3            | 5           | 6           | 4           | 3           | 2            | 1            | 1            | 2        | 6        | 15       | 6        | 29    |
| Umidità relativa media (%)       | 78           | 77           | 77           | 76           | 78           | 81          | 83          | 83          | 85          | 82           | 79           | 78           | 77,7     | 77       | 82,3     | 82       | 79,8  |
| Vento (direzione-m/s)            | SE 9,7       | E 9,5        | E 9,1        | E 7,8        | E 6,9        | N 6,8       | N 5,9       | N 6,3       | SE 6,8      | SE 7,8       | SE 8,5       | E 8,4        | 9,2      | 7,9      | 6,3      | 7,7      | 7,8   |

## Storia
In età moderna fu ipotizzata dal geografo svedese Philip Johan von Strahlenberg la coincidenza tra Novaja Zemlja e la leggendaria isola di Tazata, descritta da Plinio il Vecchio nella Naturalis historia, sebbene nella maggior parte delle carte in cui è raffigurata Tazata sia presente, più a ovest, anche la stessa Novaja Zemlja. La supposizione di von Strahlenberg successivamente vide comunque concordi altri autori, mentre fu criticata, nella sua Storia russa (1768), da Vasilij Nikitič Tatiščev, secondo il quale non aveva fondamento la collocazione dell'isola nel Mar Glaciale Artico.
Nel 1909 vi fu impiantata una colonia di pescatori di un centinaio di persone. Rimasta senza provviste e isolata dal resto del mondo, l'intera popolazione morì di inedia.

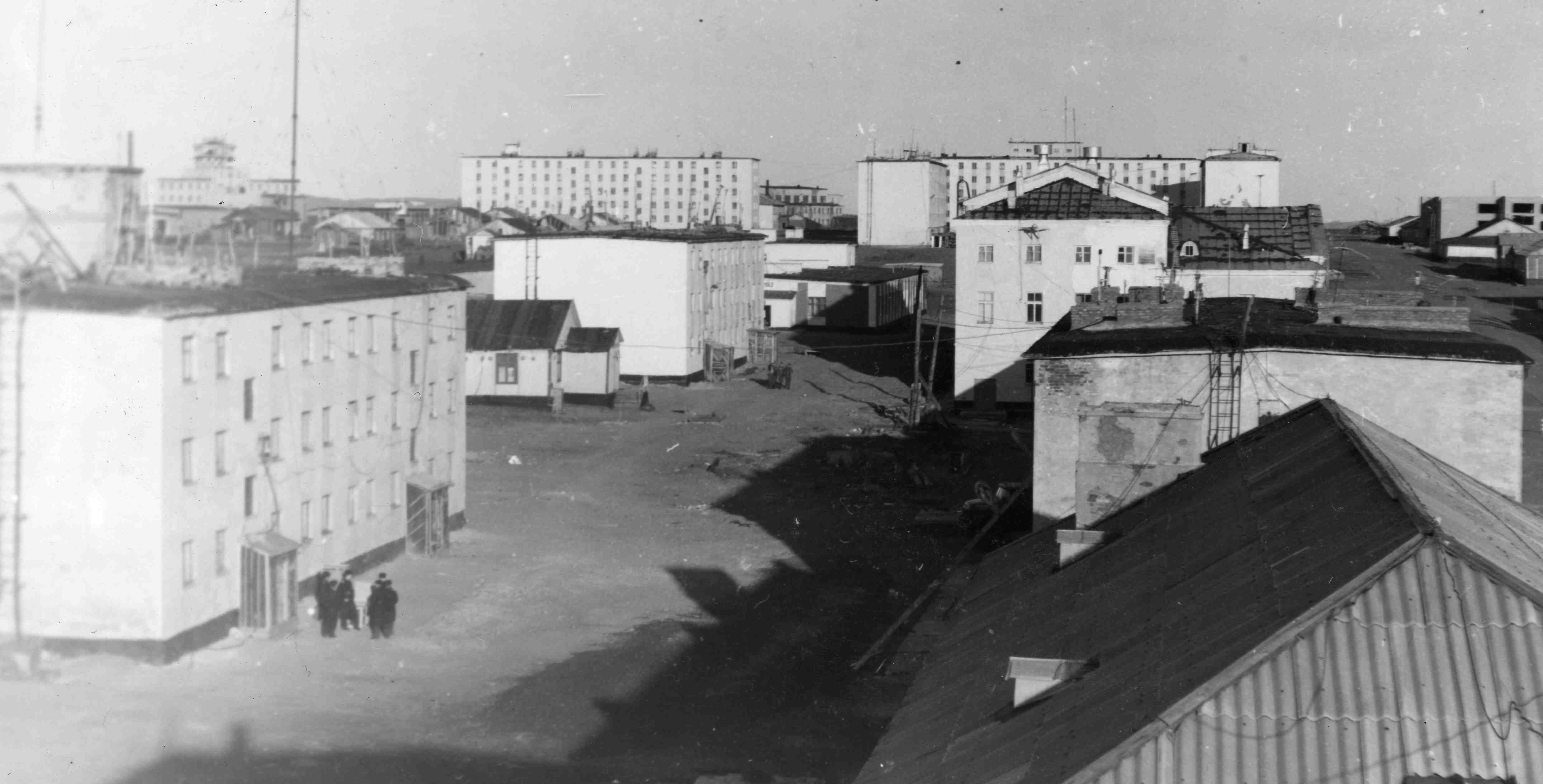
La base militare di Rogačëvo

L'arcipelago di Novaja Zemlja sin dal 1954 è stato un poligono nucleare sovietico destinato a numerosi esperimenti atomici durante la guerra fredda. Si calcola che circa 130 dei 715 test nucleari russi siano avvenuti su queste enormi e sperdute isole artiche, in particolare 88 nell'atmosfera, 39 sotterranei e 3 sottomarini. Le aree designate per i test erano tre: "Zona A", "Zona B" e "Zona C"; le prime due, A e B si trovano nell'isola meridionale, mentre la Zona C in quella settentrionale.
Il 30 ottobre del 1961, nella baia Mitjušicha, a nord dello stretto di Matočkin nella "Zona A" destinata a test, fu fatto esplodere il più potente ordigno nucleare mai costruito, la cosiddetta Bomba Zar (in russo progetto "ИВAH" (Ivan) RDS-220), una bomba all'idrogeno della potenza di 50 megatoni. L'ultimo ordigno nucleare è stato testato in Novaja Zemlja il 24 ottobre 1960.
Nel 1966 l'URSS ha firmato il Trattato di messa al bando dei test nucleari. Nessuna esplosione scuote più l'area: vi si effettuano solamente i cosiddetti test “subcritici” previsti dal trattato. Ogni anno vengono condotte ispezioni, per verificare i siti di stoccaggio dei materiali nucleari. Negli ultimi anni si è provveduto a decontaminare alcune zone. Il nord delle due isole principali della Novaja Zemlja fa parte, insieme alla Terra di Francesco Giuseppe, del Parco Nazionale dell'artico russo, istituito nel 2009.

## Insediamenti
L'insediamento più popolato dell'arcipelago della Novaja Zemlja si trova a Beluš'ja Guba (in russo: Белушья Губа́). Si tratta del centro amministrativo del territorio. Dall'ultimo censimento del 2002 la popolazione risulta essere di circa 2 600 abitanti, che costituisce il 96% del totale degli abitanti di tutto l'arcipelago (circa 2 700). In passato la popolazione era costituita esclusivamente dal personale militare (e dalle loro famiglie) impegnato nelle intense attività di test nucleari svolti nella "Zona A" dal 1955 al 1962 e dal 1972 al 1975.
Con la fine della guerra fredda il personale militare è progressivamente diminuito a favore dell'aumento di operai e tecnici specializzati in scavi sotterranei o attività di manutenzione delle reti elettriche e idriche. A circa 9 km a nord-ovest dall'insediamento sorge la base aerea di Rogačëvo, conosciuta anche come l'Aeroporto di Amderma-2. Sull'isola meridionale si trovano due insediamenti, quello di Krasino e quello di Bašmačnyj; su quella settentrionale invece si trova l'antico villaggio di pescatori di Matočkin Šar (73°16′00″N 56°27′00″E), che sorge sulla sponda nord dello stretto di Matočkin, e l'insediamento di Severnyj sulla sponda sud (73°23′09.14″N 54°44′14.35″E), che era anche il centro operativo per i test nucleari delle "Zone B e C".
Altri insediamenti sono Malye Karmakuly, Stol'bovoj e Pankovo, Isola Južnyj costa occidentale della parte meridionale, situato a (73°06′52.6″N 53°16′28.38″E) e attualmente sede di approntamento per i test del il missile da crociera a propulsione nucleare Burevestnik. Inoltre nella parte più settentrionale dell'arcipelago si trova Capo Želanija, un'importante postazione militare dell'ex Unione Sovietica durante la guerra fredda, attualmente disabitata.

## Galleria d'immagini

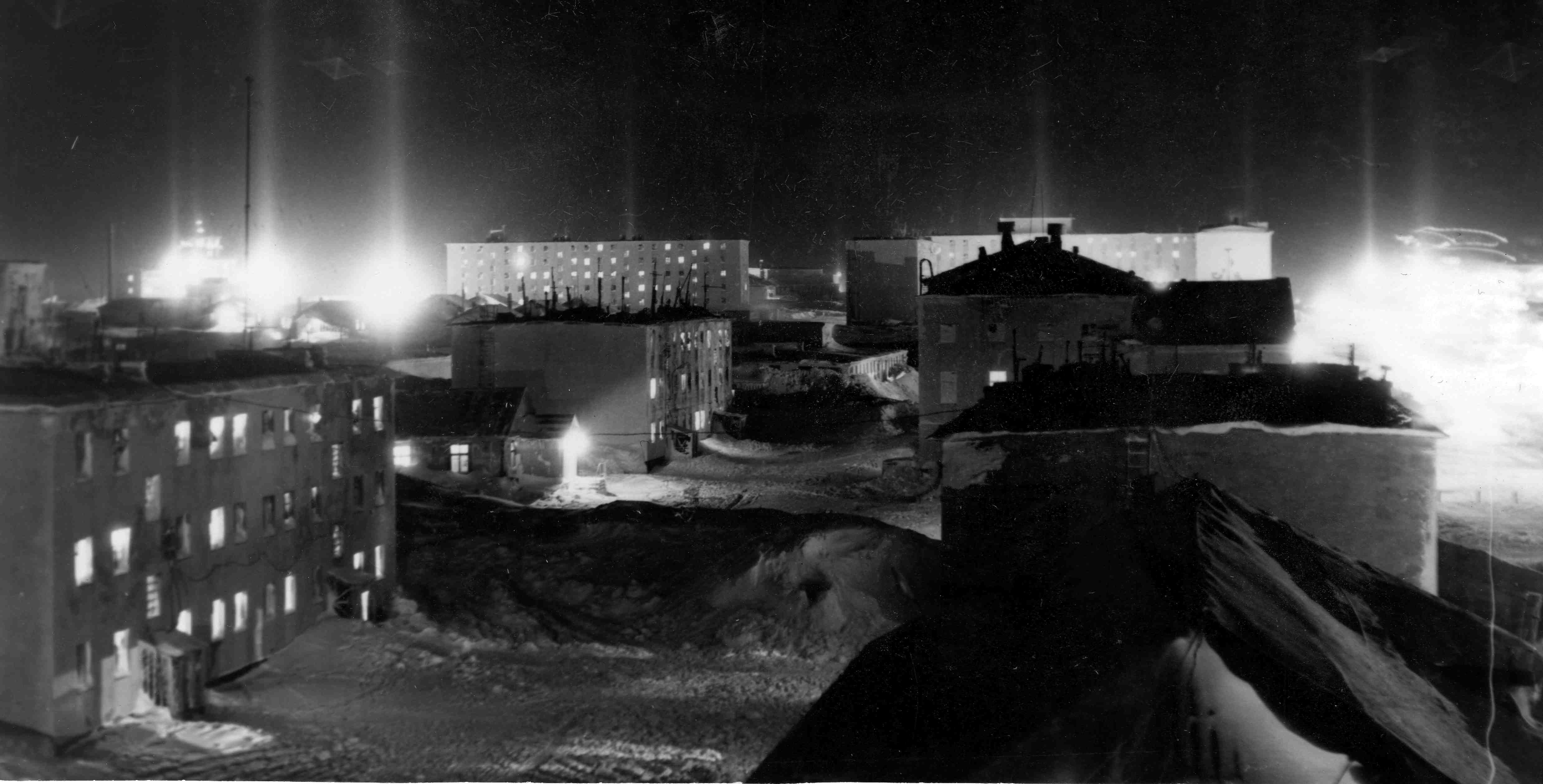
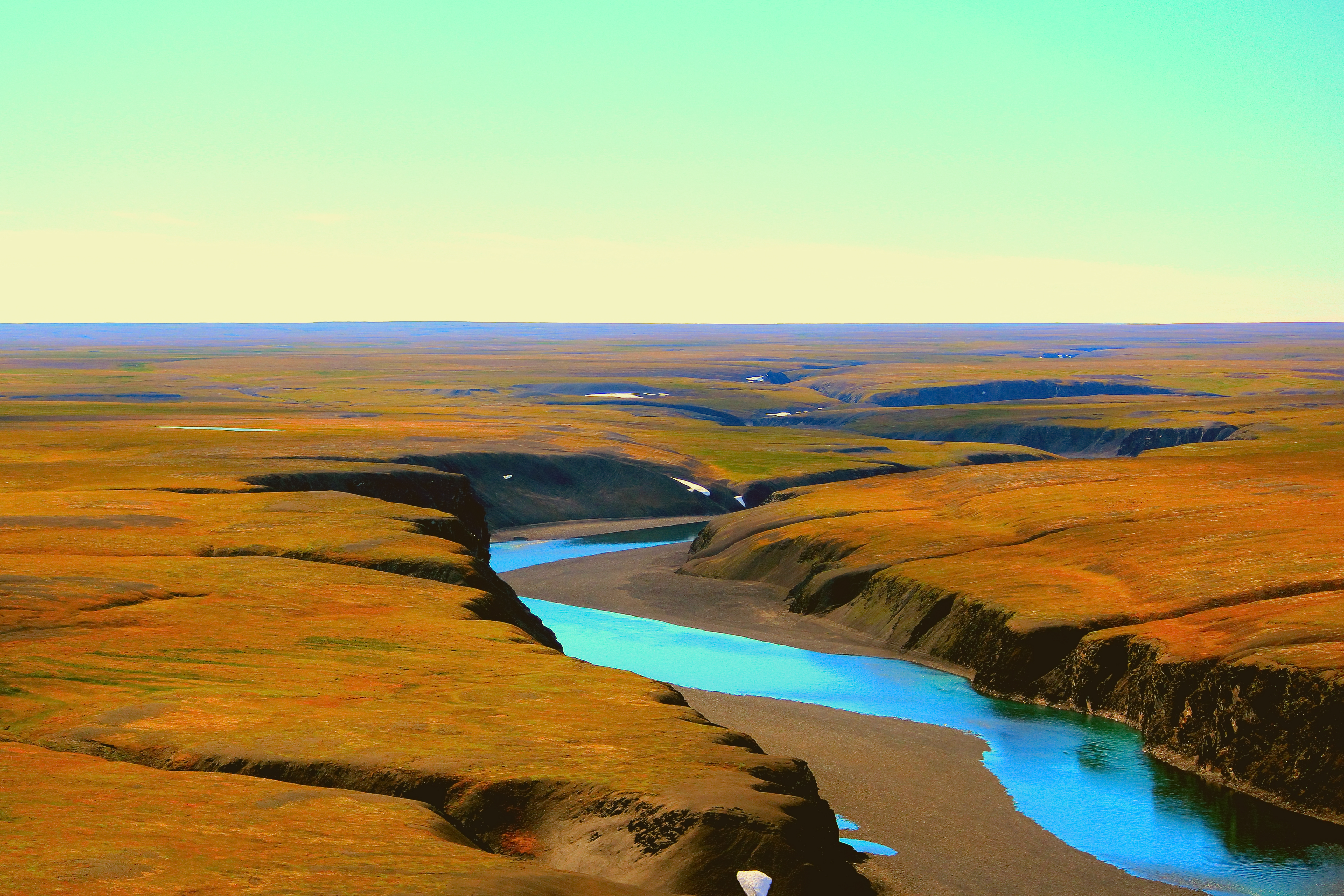
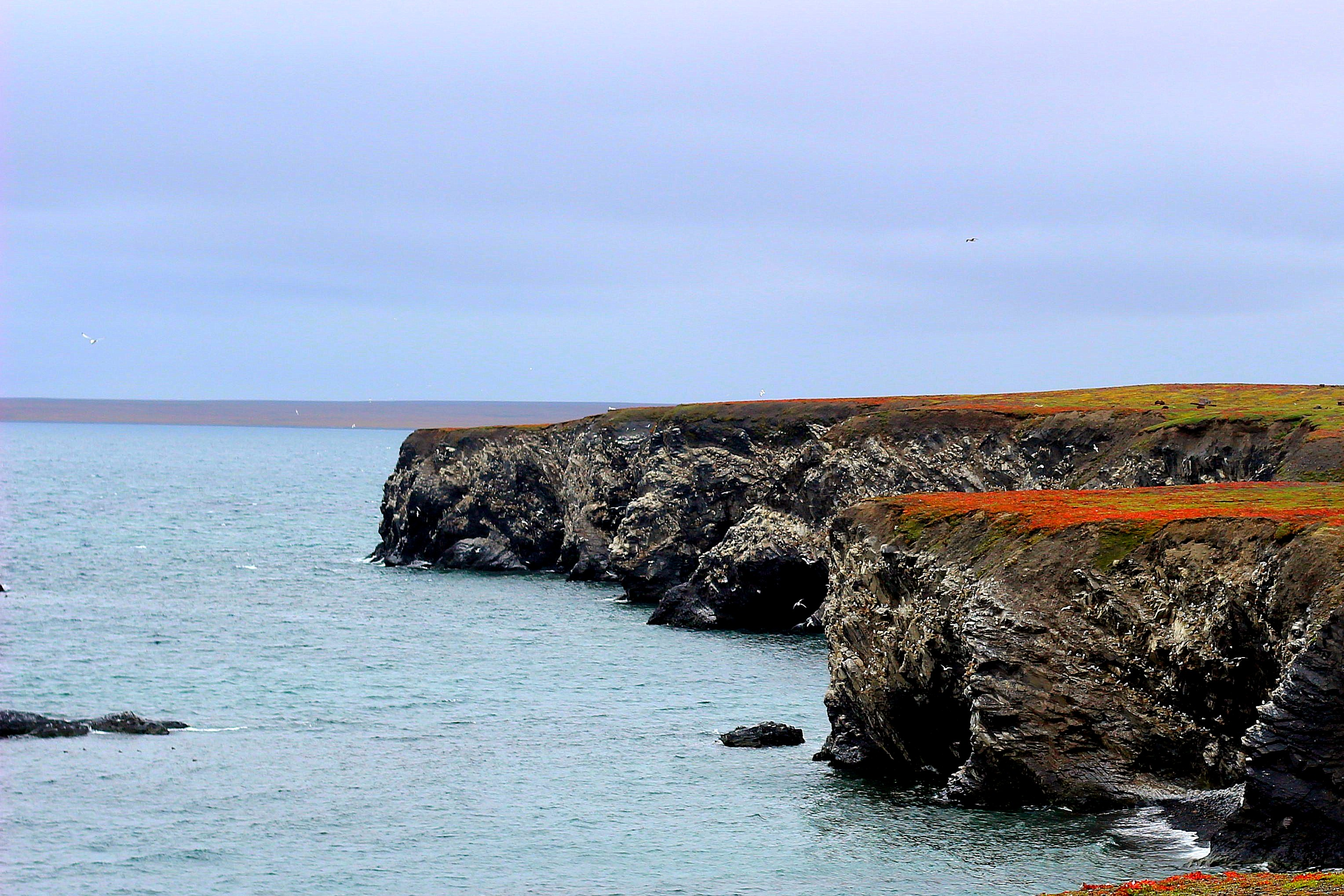